# Coupe du monde de football 1934
Navigation
Uruguay 1930 France 1938
La Coupe du monde de football 1934 (en italien : Campionato mondiale di calcio, « Championnat du monde de football ») est la deuxième édition de la Coupe du monde de football association organisée par la FIFA, après celle de 1930 en Uruguay. Elle réunit seize équipes qualifiées pour sa phase finale en Italie du 27 mai au 10 juin 1934. Pour l'occasion, huit stades ont été construits ou rénovés. Le plus grand d'entre eux est le stade Mussolini de Turin qui peut accueillir 70 000 spectateurs. Le régime du Duce profitera d'ailleurs de l'occasion pour faire de cette compétition un formidable outil de propagande, à l'instar des Jeux olympiques de Berlin organisés en 1936 par l'Allemagne nazie.
Les médias répondent présents avec la présence de correspondants et journalistes de 249 journaux du monde entier dont 65 Italiens, 27 Français, 23 Allemands et un d'Angleterre. Les Britanniques boudent en effet toujours la FIFA et la Coupe du monde. De plus, des stations de radio de 13 des 16 nations participantes retransmettent les matchs en direct. Les radios payent chacune 10 000 lires pour avoir le droit d'effectuer ces retransmissions.
Plus de 3 000 supporters tchécoslovaques rallient Rome par trains spéciaux pour assister à la finale entre l'Italie et la Tchécoslovaquie. Les Italiens la remportent en faisant plus preuve de réalisme que de panache, s’imposant 2-1 après prolongations. La finale de la Coupe du monde 1930 avait déjà été âpre, mais en Italie en 1934, les matchs physiques ont lieu dès le premier tour. Le point d'orgue de cette violence sera atteint lors du quart de finale Italie-Espagne. La première rencontre se solde par un match nul, mais surtout par une violence inouïe, à tel point que 4 Italiens et 7 Espagnols sont incapables de tenir leur place pour le deuxième match, qui voit finalement la victoire de l'Italie.

## Préparation de l'événement

### Villes retenues et stades
- Bologne, Stadio Littoriale (25 000 places)
- Florence, Stadio Giovanni Berta (45 000)
- Gênes, Stadio Vittorio Marassi (25 000)
- Milan, Stade San Siro (42 000)
- Naples, Stade Giorgio Ascarelli (12 000)
- Rome, Stadio Nazionale del PNF (Parti national fasciste) (45 000)
- Trieste, Stadio Littorio (8 000)
- Turin, Stadio Benito Mussolini (70 000)

## Qualifications
32 équipes nationales s'inscrivent pour participer à la Coupe du monde 1934. L'Uruguay, premier champion du monde, refuse de s'inscrire et défendre son titre, en réponse au peu d'enthousiasme des Européens quatre ans plus tôt à Montevideo. En conséquence, la Coupe du monde 1934 est la seule où le champion du monde en titre n'a pas participé,. Pour certains, cela se justifie par l'économie vacillante du pays et la crainte de perdre ses meilleurs joueurs éventuellement tentés de rester en Europe après la compétition [réf. nécessaire].
Pour limiter à 16 le nombre d'équipes en phase finale, la FIFA organise pour la première fois une phase préliminaire qualificative. Cuba, Haïti, le Mexique, le Chili (forfait), le Pérou (forfait), la Palestine, l'Estonie, la Lituanie, le Portugal, la Grèce, la Bulgarie, l'Irlande, le Luxembourg, la Roumanie et la Yougoslavie sont éliminées au tour préliminaire. La Colombie, le Costa Rica, le Salvador et le Japon étaient inscrits, mais ne participent pas (forfait avant le tirage au sort du tour préliminaire). L'Italie, pays hôte de la Coupe du monde, n'était pas qualifiée d'office et dut disputer un tour de qualification contre la Grèce. L'Italie se qualifia après le forfait pour le match retour de son adversaire hellène. C'est le seul cas dans l'histoire de la Coupe du monde où le pays hôte de la Coupe du monde a dû passer par les éliminatoires. Douze places sont réservées aux équipes européennes, les quatre autres allant au reste du monde.

## Acteurs

### Équipes
Europe
- Allemagne[note 1]
- Autriche
- Belgique
- Espagne
- France
- Hongrie
- Italie (pays organisateur)
- Pays-Bas
- Roumanie
- Suède
- Suisse
- Tchécoslovaquie

Amérique du Sud
- Argentine
- Brésil

Amérique du Nord et centrale, Caraïbes
- États-Unis

Afrique
- Égypte

| Allemagne | Argentine | Autriche | Belgique | Brésil | Égypte | Espagne | États-Unis |

| France | Hongrie | Italie | Pays-Bas | Roumanie | Suède | Suisse | Tchécoslovaquie |

### Arbitres
| Arbitre              | Matchs | Principal | Assistant |
| -------------------- | ------ | --------- | --------- |
| René Mercet          | 3      | 1         | 2         |
| Pedro Escartín       | 4      | 0         | 4         |
| Bohumil Zenisek      | 4      | 0         | 4         |
| John Langenus        | 1      | 1         | 0         |
| Giuseppe Scarpi      | 1      | 0         | 1         |
| Raffaele Scorzoni    | 1      | 0         | 1         |
| Francesco Mattea     | 2      | 2         | 0         |
| Alfred Birlem        | 2      | 1         | 1         |
| Ermenegildo Melandri | 1      | 0         | 1         |
| Jacques Baert        | 1      | 0         | 1         |
| Johannes van Moorsel | 2      | 1         | 1         |
| Camillo Caironi      | 2      | 0         | 2         |
| Louis Baert          | 3      | 1         | 2         |
| Ettore Carminati     | 1      | 0         | 1         |
| Mihaly Ivancsics     | 3      | 0         | 3         |
| Alois Beranek        | 1      | 0         | 1         |
| Bonivento Ferruccio  | 1      | 0         | 1         |
| Erwin Braun          | 1      | 1         | 0         |
| Ivan Eklind          | 3      | 3 (F)     | 0         |
| Giuseppe Turbiani    | 1      | 0         | 1         |
| Rinaldo Barlassina   | 3      | 3 (D)     | 0         |
| Albino Carraro       | 2      | 1         | 1         |
| Generoso Dattilo     | 1      | 0         | 1         |
| Otello Sassi         | 1      | 0         | 1         |
| Mohamed Youssouf     | 1      | 0         | 1         |

## Phase finale

### Format et tirage au sort
La compétition se déroule entièrement en rencontres à élimination directe, des huitièmes de finale à la finale. En cas d'égalité à la fin du temps règlementaire, une prolongation de deux fois quinze minutes est jouée. Si les deux équipes sont toujours à égalité à la fin du match après prolongation, le match est rejoué dès que possible (le lendemain).
Avant le tirage au sort du tableau, huit têtes de série sont désignées afin d'éviter toute confrontation entre les principaux favoris dès le premier tour.
| Têtes de série  | Deuxième chapeau |
| --------------- | ---------------- |
| Allemagne       | Belgique         |
| Argentine       | Égypte           |
| Autriche        | Espagne          |
| Brésil          | États-Unis       |
| Hongrie         | France           |
| Italie          | Roumanie         |
| Pays-Bas        | Suède            |
| Tchécoslovaquie | Suisse           |

### Tableau
|  | Huitièmes de finale    | Huitièmes de finale   |           |                        | Quarts de finale                            | Quarts de finale                            |   |  | Demi-finales        | Demi-finales        |  |  | Finale              | Finale              |
|  | Huitièmes de finale    | Huitièmes de finale   |           |                        | Quarts de finale                            | Quarts de finale                            |   |  | Demi-finales        | Demi-finales        |  |  | Finale              | Finale              |
|  |                        |                       |           |                        |                                             |                                             |   |  |                     |                     |  |  |                     |                     |
|  | 27 mai 1934 / Rome     | 27 mai 1934 / Rome    |           |                        | 31 mai et 1er juin (rejoué) 1934 / Florence | 31 mai et 1er juin (rejoué) 1934 / Florence |   |  | 3 juin 1934 / Milan | 3 juin 1934 / Milan |  |  | 10 juin 1934 / Rome | 10 juin 1934 / Rome |
|  | 27 mai 1934 / Rome     | 27 mai 1934 / Rome    |           |                        | 31 mai et 1er juin (rejoué) 1934 / Florence | 31 mai et 1er juin (rejoué) 1934 / Florence |   |  | 3 juin 1934 / Milan | 3 juin 1934 / Milan |  |  | 10 juin 1934 / Rome | 10 juin 1934 / Rome |
|  | Italie *               | 7                     |           |                        | 31 mai et 1er juin (rejoué) 1934 / Florence | 31 mai et 1er juin (rejoué) 1934 / Florence |   |  | 3 juin 1934 / Milan | 3 juin 1934 / Milan |  |  | 10 juin 1934 / Rome | 10 juin 1934 / Rome |
|  | Italie *               | 7                     |           |                        | 31 mai et 1er juin (rejoué) 1934 / Florence | 31 mai et 1er juin (rejoué) 1934 / Florence |   |  | 3 juin 1934 / Milan | 3 juin 1934 / Milan |  |  | 10 juin 1934 / Rome | 10 juin 1934 / Rome |
|  | États-Unis             | 1                     |           |                        | 31 mai et 1er juin (rejoué) 1934 / Florence | 31 mai et 1er juin (rejoué) 1934 / Florence |   |  | 3 juin 1934 / Milan | 3 juin 1934 / Milan |  |  | 10 juin 1934 / Rome | 10 juin 1934 / Rome |
|  | États-Unis             | 1                     | Italie    | 1ap \ 1                |                                             |                                             |   |  | 3 juin 1934 / Milan | 3 juin 1934 / Milan |  |  | 10 juin 1934 / Rome | 10 juin 1934 / Rome |
|  | 27 mai 1934 / Gênes    |                       | Italie    | 1ap \ 1                |                                             |                                             |   |  | 3 juin 1934 / Milan | 3 juin 1934 / Milan |  |  | 10 juin 1934 / Rome | 10 juin 1934 / Rome |
|  |                        | Espagne               | 1 \ 0     |                        |                                             |                                             |   |  | 3 juin 1934 / Milan | 3 juin 1934 / Milan |  |  | 10 juin 1934 / Rome | 10 juin 1934 / Rome |
|  | Espagne                | Espagne               | 1 \ 0     | 3                      |                                             |                                             |   |  | 3 juin 1934 / Milan | 3 juin 1934 / Milan |  |  | 10 juin 1934 / Rome | 10 juin 1934 / Rome |
|  | Espagne                | 31 mai 1934 / Bologne |           | 3                      |                                             |                                             |   |  | 3 juin 1934 / Milan | 3 juin 1934 / Milan |  |  | 10 juin 1934 / Rome | 10 juin 1934 / Rome |
|  | Brésil *               | 1                     |           |                        |                                             |                                             |   |  | 3 juin 1934 / Milan | 3 juin 1934 / Milan |  |  | 10 juin 1934 / Rome | 10 juin 1934 / Rome |
|  | Brésil *               | 1                     | Italie    | 1                      |                                             |                                             |   |  |                     |                     |  |  | 10 juin 1934 / Rome | 10 juin 1934 / Rome |
|  | 27 mai 1934 / Naples   |                       | Italie    | 1                      |                                             |                                             |   |  |                     |                     |  |  | 10 juin 1934 / Rome | 10 juin 1934 / Rome |
|  |                        | Autriche              | 0         |                        |                                             |                                             |   |  |                     |                     |  |  | 10 juin 1934 / Rome | 10 juin 1934 / Rome |
|  | Hongrie *              | Autriche              | 0         | 4                      |                                             |                                             |   |  |                     |                     |  |  | 10 juin 1934 / Rome | 10 juin 1934 / Rome |
|  | Hongrie *              | 3 juin 1934 / Rome    |           | 4                      |                                             |                                             |   |  |                     |                     |  |  | 10 juin 1934 / Rome | 10 juin 1934 / Rome |
|  | Égypte                 | 2                     |           |                        |                                             |                                             |   |  |                     |                     |  |  | 10 juin 1934 / Rome | 10 juin 1934 / Rome |
|  | Égypte                 | 2                     | Hongrie   | 1                      |                                             |                                             |   |  |                     |                     |  |  | 10 juin 1934 / Rome | 10 juin 1934 / Rome |
|  | 27 mai 1934 / Turin    |                       | Hongrie   | 1                      |                                             |                                             |   |  |                     |                     |  |  | 10 juin 1934 / Rome | 10 juin 1934 / Rome |
|  |                        | Autriche              | 2         |                        |                                             |                                             |   |  |                     |                     |  |  | 10 juin 1934 / Rome | 10 juin 1934 / Rome |
|  | Autriche *             | Autriche              | 2         | 3 ap                   |                                             |                                             |   |  |                     |                     |  |  | 10 juin 1934 / Rome | 10 juin 1934 / Rome |
|  | Autriche *             | 31 mai 1934 / Milan   |           | 3 ap                   |                                             |                                             |   |  |                     |                     |  |  | 10 juin 1934 / Rome | 10 juin 1934 / Rome |
|  | France                 | 2                     |           |                        |                                             |                                             |   |  |                     |                     |  |  | 10 juin 1934 / Rome | 10 juin 1934 / Rome |
|  | France                 | 2                     | Italie    | 2 ap                   |                                             |                                             |   |  |                     |                     |  |  |                     |                     |
|  | 27 mai 1934 / Florence |                       | Italie    | 2 ap                   |                                             |                                             |   |  |                     |                     |  |  |                     |                     |
|  |                        | Tchécoslovaquie       | 1         |                        |                                             |                                             |   |  |                     |                     |  |  |                     |                     |
|  | Allemagne *            | Tchécoslovaquie       | 1         | 5                      |                                             |                                             |   |  |                     |                     |  |  |                     |                     |
|  | Allemagne *            |                       |           | 5                      |                                             |                                             |   |  |                     |                     |  |  |                     |                     |
|  | Belgique               | 2                     |           |                        |                                             |                                             |   |  |                     |                     |  |  |                     |                     |
|  | Belgique               | 2                     | Allemagne | 2                      |                                             |                                             |   |  |                     |                     |  |  |                     |                     |
|  | 27 mai 1934 / Bologne  |                       | Allemagne | 2                      |                                             |                                             |   |  |                     |                     |  |  |                     |                     |
|  |                        | Suède                 | 1         |                        |                                             |                                             |   |  |                     |                     |  |  |                     |                     |
|  | Suède                  | Suède                 | 1         | 3                      |                                             |                                             |   |  |                     |                     |  |  |                     |                     |
|  | Suède                  | 31 mai 1934 / Turin   |           | 3                      |                                             |                                             |   |  |                     |                     |  |  |                     |                     |
|  | Argentine *            | 2                     |           |                        |                                             |                                             |   |  |                     |                     |  |  |                     |                     |
|  | Argentine *            | 2                     | Allemagne | 1                      |                                             |                                             |   |  |                     |                     |  |  |                     |                     |
|  | 27 mai 1934 / Milan    |                       | Allemagne | 1                      |                                             |                                             |   |  |                     |                     |  |  |                     |                     |
|  |                        | Tchécoslovaquie       | 3         |                        |                                             |                                             |   |  |                     |                     |  |  |                     |                     |
|  | Suisse                 | Tchécoslovaquie       | 3         | 3                      |                                             |                                             |   |  |                     |                     |  |  |                     |                     |
|  | Suisse                 |                       |           | 3                      |                                             |                                             |   |  |                     |                     |  |  |                     |                     |
|  | Pays-Bas *             | 2                     |           | Match pour la 3e place | Match pour la 3e place                      |                                             |   |  |                     |                     |  |  |                     |                     |
|  | Pays-Bas *             | 2                     | Suisse    | Match pour la 3e place | Match pour la 3e place                      | 2                                           |   |  |                     |                     |  |  |                     |                     |
|  | 27 mai 1934 / Trieste  | 27 mai 1934 / Trieste | Suisse    | 7 juin 1934 / Naples   | 7 juin 1934 / Naples                        | 2                                           |   |  |                     |                     |  |  |                     |                     |
|  | 27 mai 1934 / Trieste  | 27 mai 1934 / Trieste |           | 7 juin 1934 / Naples   | 7 juin 1934 / Naples                        | Tchécoslovaquie                             | 3 |  |                     |                     |  |  |                     |                     |
|  | Tchécoslovaquie *      | 2                     | Allemagne | 3                      |                                             | Tchécoslovaquie                             | 3 |  |                     |                     |  |  |                     |                     |
|  | Tchécoslovaquie *      | 2                     | Allemagne | 3                      |                                             |                                             |   |  |                     |                     |  |  |                     |                     |
|  | Roumanie               | 1                     |           | Autriche               | 2                                           |                                             |   |  |                     |                     |  |  |                     |                     |
|  | Roumanie               | 1                     |           | Autriche               | 2                                           |                                             |   |  |                     |                     |  |  |                     |                     |

- : Tête de série

### Huitièmes de finale

#### Résumé
Les organisateurs italiens disposent des États-Unis, demi-finalistes quatre ans plus tôt, grâce à un triplé de Schiavio et à un doublé d'Orsi entre autres. La Tchécoslovaquie élimine la Roumanie par un but d'écart, grâce notamment au futur meilleur buteur du tournoi, Nejedlý. Les Allemands battent les Belges sur le second score le plus prolifique en buts du tournoi.
La Wunderteam autrichienne, malgré son niveau et sa réputation, est amenée par la France en prolongations, mais parvient finalement à s'imposer. Malgré cette défaite, les Bleus sont acclamés à leur retour en France. L'Espagne sort le Brésil, qui avait envoyé une « équipe B », d'excellent niveau malgré tout, étant donné la distance entre le Brésil et l'Italie, nécessitant le bateau. La Suisse élimine les Pays-Bas et se qualifie pour le premier quart de finale de son histoire. La Suède élimine une équipe d'Argentine essentiellement composée d'amateurs. Avec l'élimination de l'Égypte, premier pays africain d'un Mondial, tous les quart-de-finalistes sont européens. C'est la seule fois que cela arrive en Coupe du monde (vrai à la Coupe du Monde 2022).

#### Détails des matchs
| 27 mai 1934                         | Italie                                                                                              | 7 – 1   | États-Unis                                                                                          | | |
| 16 h 30 · Historique des rencontres | Schiavio 18e, 29e, 64e · Orsi 20e, 69e · Ferrari 63e · Meazza 90e                                   | (3 - 0) | Donelli 57e                                                                                         | Stadio Nazionale del P.N.F. (Rome) Spectateurs : 25 000 Arbitrage : René Mercet Arbitres assistants : Pedro Escartín Bohumil Zenisek | Stadio Nazionale del P.N.F. (Rome) Spectateurs : 25 000 Arbitrage : René Mercet Arbitres assistants : Pedro Escartín Bohumil Zenisek |
| 16 h 30 · Historique des rencontres | Rapport                                                                                             |         | | Stadio Nazionale del P.N.F. (Rome) Spectateurs : 25 000 Arbitrage : René Mercet Arbitres assistants : Pedro Escartín Bohumil Zenisek | Stadio Nazionale del P.N.F. (Rome) Spectateurs : 25 000 Arbitrage : René Mercet Arbitres assistants : Pedro Escartín Bohumil Zenisek |
| 16 h 30 · Historique des rencontres | Combi - Rosetta , Allemandi - Pizziolo, Monti, Bertolini - Guarisi, Meazza, Schiavio, Ferrari, Orsi | Équipes | Hjulian - Czerkiewicz, Moorhouse - Pietras, Gonsalves, Florie - Ryan, Nilsen, Donelli, Dick, McLean | Stadio Nazionale del P.N.F. (Rome) Spectateurs : 25 000 Arbitrage : René Mercet Arbitres assistants : Pedro Escartín Bohumil Zenisek | Stadio Nazionale del P.N.F. (Rome) Spectateurs : 25 000 Arbitrage : René Mercet Arbitres assistants : Pedro Escartín Bohumil Zenisek |

| 27 mai 1934                         | Tchécoslovaquie                                                                             | 2 – 1   | Roumanie                                                                                     | | |
| 16 h 30 · Historique des rencontres | Puč 50e · Nejedlý 67e                                                                       | (0 - 1) | Dobay 11e                                                                                    | Stade Littorio (Trieste) Spectateurs : 9 000 Arbitrage : John Langenus Arbitres assistants : Giuseppe Scarpi Raffaele Scorzoni | Stade Littorio (Trieste) Spectateurs : 9 000 Arbitrage : John Langenus Arbitres assistants : Giuseppe Scarpi Raffaele Scorzoni |
| 16 h 30 · Historique des rencontres | Rapport                                                                                     |         |                                                                                              | Stade Littorio (Trieste) Spectateurs : 9 000 Arbitrage : John Langenus Arbitres assistants : Giuseppe Scarpi Raffaele Scorzoni | Stade Littorio (Trieste) Spectateurs : 9 000 Arbitrage : John Langenus Arbitres assistants : Giuseppe Scarpi Raffaele Scorzoni |
| 16 h 30 · Historique des rencontres | Plánička - Ženíšek, Čtyřoký - Košťálek, Čambal, Krčil - Junek, Silný, Sobotka, Nejedlý, Puč | Équipes | Zombori - Vogl , Albu - Deheleanu, Kotormány, Moravetz - Bindea, Kovacs, Sepi, Bodola, Dobay | Stade Littorio (Trieste) Spectateurs : 9 000 Arbitrage : John Langenus Arbitres assistants : Giuseppe Scarpi Raffaele Scorzoni | Stade Littorio (Trieste) Spectateurs : 9 000 Arbitrage : John Langenus Arbitres assistants : Giuseppe Scarpi Raffaele Scorzoni |

| 27 mai 1934                         | Allemagne                                                                                           | 5 – 2   | Belgique | | |
| 16 h 30 · Historique des rencontres | Kobierski 25e · Siffling 49e · Conen 66e, 70e, 87e                                                  | (1 - 2) | Voorhoof 29e, 43e | Stade Giovanni Berta (Florence) Spectateurs : 8 000 Arbitrage : Francesco Mattea Arbitres assistants : Ermenegildo Melandri Jacques Baert | Stade Giovanni Berta (Florence) Spectateurs : 8 000 Arbitrage : Francesco Mattea Arbitres assistants : Ermenegildo Melandri Jacques Baert |
| 16 h 30 · Historique des rencontres | Rapport                                                                                             |         | | Stade Giovanni Berta (Florence) Spectateurs : 8 000 Arbitrage : Francesco Mattea Arbitres assistants : Ermenegildo Melandri Jacques Baert | Stade Giovanni Berta (Florence) Spectateurs : 8 000 Arbitrage : Francesco Mattea Arbitres assistants : Ermenegildo Melandri Jacques Baert |
| 16 h 30 · Historique des rencontres | Kreß - Haringer, Schwartz - Janes, Szepan , Zielinski - Lehner, Hohmann, Conen, Siffling, Kobierski | Équipes | Vandeweyer - Smellinckx, Joacim - Peeraer, Welkenhuysen , Claessens - De Vries, Voorhoof, Capelle, Grimmonprez, Heremans | Stade Giovanni Berta (Florence) Spectateurs : 8 000 Arbitrage : Francesco Mattea Arbitres assistants : Ermenegildo Melandri Jacques Baert | Stade Giovanni Berta (Florence) Spectateurs : 8 000 Arbitrage : Francesco Mattea Arbitres assistants : Ermenegildo Melandri Jacques Baert |

| 27 mai 1934                         | Autriche                                                                                      | 3 - 2 a. p.    | France                                                                                         | | |
| 16 h 30 · Historique des rencontres | Sindelar 44e · Schall 93e · Bican 109e                                                        | (1 - 1, 1 - 1) | Nicolas 18e · Verriest 118e (pen.)                                                             | Stade Benito Mussolini (Turin) Spectateurs : 16 000 Arbitrage : Johannes van Moorsel Arbitres assistants : Camillo Caironi Louis Baert | Stade Benito Mussolini (Turin) Spectateurs : 16 000 Arbitrage : Johannes van Moorsel Arbitres assistants : Camillo Caironi Louis Baert |
| 16 h 30 · Historique des rencontres | Rapport                                                                                       |                |                                                                                                | Stade Benito Mussolini (Turin) Spectateurs : 16 000 Arbitrage : Johannes van Moorsel Arbitres assistants : Camillo Caironi Louis Baert | Stade Benito Mussolini (Turin) Spectateurs : 16 000 Arbitrage : Johannes van Moorsel Arbitres assistants : Camillo Caironi Louis Baert |
| 16 h 30 · Historique des rencontres | Platzer - Cisar, Sesta - Wagner, Smistik , Urbanek - Zischek, Bican, Sindelar, Schall, Viertl | Équipes        | Thépot - Mairesse, Mattler - Delfour, Verriest, Liétaer - Keller, Alcazar, Nicolas, Rio, Aston | Stade Benito Mussolini (Turin) Spectateurs : 16 000 Arbitrage : Johannes van Moorsel Arbitres assistants : Camillo Caironi Louis Baert | Stade Benito Mussolini (Turin) Spectateurs : 16 000 Arbitrage : Johannes van Moorsel Arbitres assistants : Camillo Caironi Louis Baert |

| 27 mai 1934                         | Espagne | 3 - 1   | Brésil | | |
| 16 h 30 · Historique des rencontres | Iraragorri 18e · Lángara 25e, 29e                                                                              | (3 - 0) | Leônidas 55e                                                                                              | Stadio Vittorio Marassi (Gênes) Spectateurs : 21 000 Arbitrage : Alfred Birlem Arbitres assistants : Ettore Carminati Mihály Iváncsics | Stadio Vittorio Marassi (Gênes) Spectateurs : 21 000 Arbitrage : Alfred Birlem Arbitres assistants : Ettore Carminati Mihály Iváncsics |
| 16 h 30 · Historique des rencontres | Rapport |         | | Stadio Vittorio Marassi (Gênes) Spectateurs : 21 000 Arbitrage : Alfred Birlem Arbitres assistants : Ettore Carminati Mihály Iváncsics | Stadio Vittorio Marassi (Gênes) Spectateurs : 21 000 Arbitrage : Alfred Birlem Arbitres assistants : Ettore Carminati Mihály Iváncsics |
| 16 h 30 · Historique des rencontres | Zamora - Ciriaco, Quincoces - Cilaurren, Muguerza, Marculeta - Iraragorri, Lángara, Lecue, Lafuente, Gorostiza | Équipes | Pedrosa - Silvio, Luís Luz - Tinoco, Martim , Canalli - Luisinho, Waldemar, Leônidas, Armandinho, Patesko | Stadio Vittorio Marassi (Gênes) Spectateurs : 21 000 Arbitrage : Alfred Birlem Arbitres assistants : Ettore Carminati Mihály Iváncsics | Stadio Vittorio Marassi (Gênes) Spectateurs : 21 000 Arbitrage : Alfred Birlem Arbitres assistants : Ettore Carminati Mihály Iváncsics |

| 27 mai 1934                         | Suisse | 3 - 2   | Pays-Bas                                                                                                   | | |
| 16 h 30 · Historique des rencontres | Kielholz 7e 43e · Abegglen 66e                                                                                   | (2 - 1) | Smit 29e · Vente 69e                                                                                       | Stade San Siro (Milan) Spectateurs : 33 000 Arbitrage : Ivan Eklind Arbitres assistants : Alois Beranek Ferruccio Bonivento | Stade San Siro (Milan) Spectateurs : 33 000 Arbitrage : Ivan Eklind Arbitres assistants : Alois Beranek Ferruccio Bonivento |
| 16 h 30 · Historique des rencontres | Rapport |         | | Stade San Siro (Milan) Spectateurs : 33 000 Arbitrage : Ivan Eklind Arbitres assistants : Alois Beranek Ferruccio Bonivento | Stade San Siro (Milan) Spectateurs : 33 000 Arbitrage : Ivan Eklind Arbitres assistants : Alois Beranek Ferruccio Bonivento |
| 16 h 30 · Historique des rencontres | Séchehaye - Minelli , W. Weiler - Guinchard, Jaccard, Hufschmid - Von Känel, Passello, Kielholz, Abegglen, Bossi | Équipes | Van der Meulen - Weber, Van Run - Pellikaan, Anderiesen, Van Heel - Wels, Vente, Bakhuys, Smit, Van Nellen | Stade San Siro (Milan) Spectateurs : 33 000 Arbitrage : Ivan Eklind Arbitres assistants : Alois Beranek Ferruccio Bonivento | Stade San Siro (Milan) Spectateurs : 33 000 Arbitrage : Ivan Eklind Arbitres assistants : Alois Beranek Ferruccio Bonivento |

| 27 mai 1934                         | Suède | 3 - 2   | Argentine                                                                                          | | |
| 16 h 30 · Historique des rencontres | Jonasson 9e, 67e · Kroon 79e                                                                                    | (1 - 1) | Belis 4e · Galateo 46e                                                                             | Stadio Littoriale (Bologne) Spectateurs : 14 000 Arbitrage : Erwin Braun Arbitres assistants : Albino Carraro Giuseppe Turbiani | Stadio Littoriale (Bologne) Spectateurs : 14 000 Arbitrage : Erwin Braun Arbitres assistants : Albino Carraro Giuseppe Turbiani |
| 16 h 30 · Historique des rencontres | Rapport |         | | Stadio Littoriale (Bologne) Spectateurs : 14 000 Arbitrage : Erwin Braun Arbitres assistants : Albino Carraro Giuseppe Turbiani | Stadio Littoriale (Bologne) Spectateurs : 14 000 Arbitrage : Erwin Braun Arbitres assistants : Albino Carraro Giuseppe Turbiani |
| 16 h 30 · Historique des rencontres | Rydberg - Axelsson, S. Andersson - Carlsson, Rosén , E. Andersson - Dunker, Gustavsson, Jonasson, Keller, Kroon | Équipes | Freschi - Pedevilla, Belis - Nehín, Urbieta Sosa, López - Rúa, Wilde, Devincenzi, Galateo, Irañeta | Stadio Littoriale (Bologne) Spectateurs : 14 000 Arbitrage : Erwin Braun Arbitres assistants : Albino Carraro Giuseppe Turbiani | Stadio Littoriale (Bologne) Spectateurs : 14 000 Arbitrage : Erwin Braun Arbitres assistants : Albino Carraro Giuseppe Turbiani |

| 27 mai 1934                         | Hongrie                                                                                      | 4 - 2   | Égypte                                                                                   | | |
| 16 h 30 · Historique des rencontres | Teleki 11e · Toldi 31e, 61e · Vincze 53e                                                     | (2 - 2) | Fawzi 35e, 39e                                                                           | Stade Giorgio Ascarelli (Naples) Spectateurs : 9 000 Arbitrage : Rinaldo Barlassina Arbitres assistants : Generoso Dattilo Otello Sassi | Stade Giorgio Ascarelli (Naples) Spectateurs : 9 000 Arbitrage : Rinaldo Barlassina Arbitres assistants : Generoso Dattilo Otello Sassi |
| 16 h 30 · Historique des rencontres | Rapport                                                                                      |         |                                                                                          | Stade Giorgio Ascarelli (Naples) Spectateurs : 9 000 Arbitrage : Rinaldo Barlassina Arbitres assistants : Generoso Dattilo Otello Sassi | Stade Giorgio Ascarelli (Naples) Spectateurs : 9 000 Arbitrage : Rinaldo Barlassina Arbitres assistants : Generoso Dattilo Otello Sassi |
| 16 h 30 · Historique des rencontres | A. Szabó - Futó, Sternberg - Palotás, Szűcs, Lázár - Markos, Vincze, Teleki, Toldi, G. Szabó | Équipes | Mansour - Shafi, Hamidu - El-Far, Rafaat, Raghab - Latif, Fawzi, El-Tetch , Taha, Hassan | Stade Giorgio Ascarelli (Naples) Spectateurs : 9 000 Arbitrage : Rinaldo Barlassina Arbitres assistants : Generoso Dattilo Otello Sassi | Stade Giorgio Ascarelli (Naples) Spectateurs : 9 000 Arbitrage : Rinaldo Barlassina Arbitres assistants : Generoso Dattilo Otello Sassi |

### Quarts de finale

#### Résumé
L'Allemagne atteint le dernier carré en éliminant la Suède, pourtant vainqueur du finaliste sortant argentin.
Lors de ce qu'on pourrait considérer comme un « derby », la Wunderteam autrichienne sort la Hongrie et continue d'entretenir sa forte réputation.
La Suisse est éliminée par la Tchécoslovaquie sur le score qui l'avait rendue victorieuse des Néerlandais.
Les tirs au but n'existant pas encore, et le match se terminant par un nul après prolongations (et plusieurs blessures de chaque côté), le match est rejoué dès le lendemain, et l'Italie s'impose en 90 minutes.

#### Détails des matchs
| 31 mai 1934                         | Allemagne                                                                                           | 2 - 1   | Suède | | |
| 16 h 30 · Historique des rencontres | Hohmann 60e, 63e                                                                                    | (0 - 0) | Dunker 82e | Stade San Siro (Milan) Spectateurs : 3 000 Arbitrage : Rinaldo Barlassina Arbitres assistants : René Mercet Johannes van Moorsel | Stade San Siro (Milan) Spectateurs : 3 000 Arbitrage : Rinaldo Barlassina Arbitres assistants : René Mercet Johannes van Moorsel |
| 16 h 30 · Historique des rencontres | Rapport                                                                                             |         | | Stade San Siro (Milan) Spectateurs : 3 000 Arbitrage : Rinaldo Barlassina Arbitres assistants : René Mercet Johannes van Moorsel | Stade San Siro (Milan) Spectateurs : 3 000 Arbitrage : Rinaldo Barlassina Arbitres assistants : René Mercet Johannes van Moorsel |
| 16 h 30 · Historique des rencontres | Kreß - Haringer, Busch - Gramlich, Szepan , Zielinski - Lehner, Hohmann, Conen, Siffling, Kobierski | Équipes | Rydberg - Axelsson, S. Andersson - Carlsson, Rosén , E. Andersson - Dunker, Gustavsson, Jonasson, Keller, Kroon | Stade San Siro (Milan) Spectateurs : 3 000 Arbitrage : Rinaldo Barlassina Arbitres assistants : René Mercet Johannes van Moorsel | Stade San Siro (Milan) Spectateurs : 3 000 Arbitrage : Rinaldo Barlassina Arbitres assistants : René Mercet Johannes van Moorsel |

| 31 mai 1934                         | Autriche                                                                                       | 2 - 1   | Hongrie                                                                                   | | |
| 16 h 30 · Historique des rencontres | Horvath 8e · Zischek 51e                                                                       | (1 - 0) | Sárosi 60e (pen.)                                                                         | Stadio Littoriale (Bologne) Spectateurs : 23 000 Arbitrage : Francesco Mattea Arbitres assistants : Pedro Escartín Alfred Birlem | Stadio Littoriale (Bologne) Spectateurs : 23 000 Arbitrage : Francesco Mattea Arbitres assistants : Pedro Escartín Alfred Birlem |
| 16 h 30 · Historique des rencontres | Rapport                                                                                        |         |                                                                                           | Stadio Littoriale (Bologne) Spectateurs : 23 000 Arbitrage : Francesco Mattea Arbitres assistants : Pedro Escartín Alfred Birlem | Stadio Littoriale (Bologne) Spectateurs : 23 000 Arbitrage : Francesco Mattea Arbitres assistants : Pedro Escartín Alfred Birlem |
| 16 h 30 · Historique des rencontres | Platzer - Cisar, Sesta - Wagner, Smistik , Urbanek - Zischek, Bican, Sindelar, Horvath, Viertl | Équipes | A. Szabó - Vágó, Sternberg - Palotás, Szűcs, Szalay - Markos, Avar, Sárosi, Toldi, Kemény | Stadio Littoriale (Bologne) Spectateurs : 23 000 Arbitrage : Francesco Mattea Arbitres assistants : Pedro Escartín Alfred Birlem | Stadio Littoriale (Bologne) Spectateurs : 23 000 Arbitrage : Francesco Mattea Arbitres assistants : Pedro Escartín Alfred Birlem |

| 31 mai 1934                         | Tchécoslovaquie                                                                               | 3 - 2   | Suisse | | |
| 16 h 30 · Historique des rencontres | Svoboda 24e · Sobotka 49e · Nejedlý 82e                                                       | (1 - 1) | Kielholz 18e · Jäggi 78e                                                                                     | Stade Benito Mussolini (Turin) Spectateurs : 12 000 Arbitrage : Alois Beranek Arbitres assistants : Mohamed Youssuf Jacques Baert | Stade Benito Mussolini (Turin) Spectateurs : 12 000 Arbitrage : Alois Beranek Arbitres assistants : Mohamed Youssuf Jacques Baert |
| 16 h 30 · Historique des rencontres | Rapport                                                                                       |         | | Stade Benito Mussolini (Turin) Spectateurs : 12 000 Arbitrage : Alois Beranek Arbitres assistants : Mohamed Youssuf Jacques Baert | Stade Benito Mussolini (Turin) Spectateurs : 12 000 Arbitrage : Alois Beranek Arbitres assistants : Mohamed Youssuf Jacques Baert |
| 16 h 30 · Historique des rencontres | Plánička - Ženíšek, Čtyřoký - Košťálek, Čambal, Krčil - Junek, Svoboda, Sobotka, Nejedlý, Puč | Équipes | Séchehaye - Minelli , W. Weiler - Guinchard, Jaccard, Hufschmid - Von Känel, Jäggi, Kielholz, Abegglen, Jäck | Stade Benito Mussolini (Turin) Spectateurs : 12 000 Arbitrage : Alois Beranek Arbitres assistants : Mohamed Youssuf Jacques Baert | Stade Benito Mussolini (Turin) Spectateurs : 12 000 Arbitrage : Alois Beranek Arbitres assistants : Mohamed Youssuf Jacques Baert |

| 31 mai 1934                         | Italie                                                                                                | 1 - 1 a. p.    | Espagne | | |
| 16 h 30 · Historique des rencontres | Ferrari 44e                                                                                           | (1 - 1, 1 - 1) | Regueiro 30e                                                                                                 | Stade Giovanni Berta (Florence) Spectateurs : 35 000 Arbitrage : Louis Baert Arbitres assistants : Bohumil Zenisek Mihály Iváncsics | Stade Giovanni Berta (Florence) Spectateurs : 35 000 Arbitrage : Louis Baert Arbitres assistants : Bohumil Zenisek Mihály Iváncsics |
| 16 h 30 · Historique des rencontres | Rapport                                                                                               |                | | Stade Giovanni Berta (Florence) Spectateurs : 35 000 Arbitrage : Louis Baert Arbitres assistants : Bohumil Zenisek Mihály Iváncsics | Stade Giovanni Berta (Florence) Spectateurs : 35 000 Arbitrage : Louis Baert Arbitres assistants : Bohumil Zenisek Mihály Iváncsics |
| 16 h 30 · Historique des rencontres | Combi - Monzeglio, Allemandi - Pizziolo, Monti, Castellazzi - Guaita, Meazza, Schiavio, Ferrari, Orsi | Équipes        | Zamora - Ciriaco, Quincoces - Cilaurren, Muguerza, Lafuente - Iraragorri, Lángara, Fede, Regueiro, Gorostiza | Stade Giovanni Berta (Florence) Spectateurs : 35 000 Arbitrage : Louis Baert Arbitres assistants : Bohumil Zenisek Mihály Iváncsics | Stade Giovanni Berta (Florence) Spectateurs : 35 000 Arbitrage : Louis Baert Arbitres assistants : Bohumil Zenisek Mihály Iváncsics |

| 1er juin 1934                                      | Italie                                                                                           | 1 - 0   | Espagne                                                                                               | | |
| 16 h 30 · match rejoué · Historique des rencontres | Meazza 11e                                                                                       | (1 - 0) | | Stade Giovanni Berta (Florence) Spectateurs : 43 000 Arbitrage : René Mercet Arbitres assistants : Mihály Iváncsics Bohumil Zenisek | Stade Giovanni Berta (Florence) Spectateurs : 43 000 Arbitrage : René Mercet Arbitres assistants : Mihály Iváncsics Bohumil Zenisek |
| 16 h 30 · match rejoué · Historique des rencontres | Rapport                                                                                          |         | | Stade Giovanni Berta (Florence) Spectateurs : 43 000 Arbitrage : René Mercet Arbitres assistants : Mihály Iváncsics Bohumil Zenisek | Stade Giovanni Berta (Florence) Spectateurs : 43 000 Arbitrage : René Mercet Arbitres assistants : Mihály Iváncsics Bohumil Zenisek |
| 16 h 30 · match rejoué · Historique des rencontres | Combi - Monzeglio, Allemandi - Ferraris, Monti, Bertolini - Guaita, Meazza, Borel, Demaría, Orsi | Équipes | Nogués - Zabalo, Quincoces - Cilaurren, Muguerza, Lecue - Ventolrá, Chacho, Campanal, Regueiro, Bosch | Stade Giovanni Berta (Florence) Spectateurs : 43 000 Arbitrage : René Mercet Arbitres assistants : Mihály Iváncsics Bohumil Zenisek | Stade Giovanni Berta (Florence) Spectateurs : 43 000 Arbitrage : René Mercet Arbitres assistants : Mihály Iváncsics Bohumil Zenisek |

### Demi-finales

#### Résumé
L'Italie met fin au parcours de la Wunderteam sur le plus petit des scores et se qualifie pour la finale.
L'autre équipe germanique de ces demi-finales est elle aussi éliminée.

#### Détails des matchs
| 3 juin 1934                         | Italie                                                                                              | 1 - 0   | Autriche                                                                                      | | |
| 16 h 30 · Historique des rencontres | Guaita 19e                                                                                          | (1 - 0) |                                                                                               | Stade San Siro (Milan) Spectateurs : 35 000 Arbitrage : Ivan Eklind Arbitres assistants : Louis Baert Bohumil Zenisek | Stade San Siro (Milan) Spectateurs : 35 000 Arbitrage : Ivan Eklind Arbitres assistants : Louis Baert Bohumil Zenisek |
| 16 h 30 · Historique des rencontres | Rapport                                                                                             |         |                                                                                               | Stade San Siro (Milan) Spectateurs : 35 000 Arbitrage : Ivan Eklind Arbitres assistants : Louis Baert Bohumil Zenisek | Stade San Siro (Milan) Spectateurs : 35 000 Arbitrage : Ivan Eklind Arbitres assistants : Louis Baert Bohumil Zenisek |
| 16 h 30 · Historique des rencontres | Combi - Monzeglio, Allemandi - Ferraris, Monti, Bertolini - Guaita, Meazza, Schiavio, Ferrari, Orsi | Équipes | Platzer - Cisar, Sesta - Wagner, Smistik , Urbanek - Zischek, Bican, Sindelar, Schall, Viertl | Stade San Siro (Milan) Spectateurs : 35 000 Arbitrage : Ivan Eklind Arbitres assistants : Louis Baert Bohumil Zenisek | Stade San Siro (Milan) Spectateurs : 35 000 Arbitrage : Ivan Eklind Arbitres assistants : Louis Baert Bohumil Zenisek |

| 3 juin 1934                         | Tchécoslovaquie                                                                             | 3 - 1   | Allemagne                                                                                       | | |
| 16 h 30 · Historique des rencontres | Nejedlý 21e, 69e, 81e                                                                       | (1 - 0) | Noack 59e                                                                                       | Stadio Nazionale del P.N.F. (Rome) Spectateurs : 15 000 Arbitrage : Rinaldo Barlassina Arbitres assistants : Alois Beranek Pedro Escartín | Stadio Nazionale del P.N.F. (Rome) Spectateurs : 15 000 Arbitrage : Rinaldo Barlassina Arbitres assistants : Alois Beranek Pedro Escartín |
| 16 h 30 · Historique des rencontres | Rapport                                                                                     |         |                                                                                                 | Stadio Nazionale del P.N.F. (Rome) Spectateurs : 15 000 Arbitrage : Rinaldo Barlassina Arbitres assistants : Alois Beranek Pedro Escartín | Stadio Nazionale del P.N.F. (Rome) Spectateurs : 15 000 Arbitrage : Rinaldo Barlassina Arbitres assistants : Alois Beranek Pedro Escartín |
| 16 h 30 · Historique des rencontres | Plánička - Burgr, Čtyřoký - Košťálek, Čambal, Krčil - Junek, Svoboda, Sobotka, Nejedlý, Puč | Équipes | Kreß - Haringer, Busch - Bender, Szepan , Zielinski - Lehner, Noack, Conen, Siffling, Kobierski | Stadio Nazionale del P.N.F. (Rome) Spectateurs : 15 000 Arbitrage : Rinaldo Barlassina Arbitres assistants : Alois Beranek Pedro Escartín | Stadio Nazionale del P.N.F. (Rome) Spectateurs : 15 000 Arbitrage : Rinaldo Barlassina Arbitres assistants : Alois Beranek Pedro Escartín |

### Petite finale

#### Résumé
L'Autriche encaisse contre son voisin allemand sa deuxième défaite du tournoi et manque le podium.

#### Détails du match
| 7 juin 1934                       | Allemagne                                                                                          | 3 - 2   | Autriche                                                                                    | | |
| 18:00 · Historique des rencontres | Lehner 4e, 42e · Conen 29e                                                                         | (3 - 1) | Horvath 30e · Sesta 55e                                                                     | Stade Giorgio Ascarelli (Naples) Spectateurs : 7 000 Arbitrage : Albino Carraro Arbitres assistants : Camillo Caironi Pedro Escartín | Stade Giorgio Ascarelli (Naples) Spectateurs : 7 000 Arbitrage : Albino Carraro Arbitres assistants : Camillo Caironi Pedro Escartín |
| 18:00 · Historique des rencontres | Rapport                                                                                            |         |                                                                                             | Stade Giorgio Ascarelli (Naples) Spectateurs : 7 000 Arbitrage : Albino Carraro Arbitres assistants : Camillo Caironi Pedro Escartín | Stade Giorgio Ascarelli (Naples) Spectateurs : 7 000 Arbitrage : Albino Carraro Arbitres assistants : Camillo Caironi Pedro Escartín |
| 18:00 · Historique des rencontres | Jakob - Janes, Busch - Bender, Szepan , Zielinski - Lehner, Münzenberg, Conen, Siffling, Heidemann | Équipes | Platzer - Cisar, Sesta - Wagner, Smistik , Urbanek - Zischek, Bican, Braun, Horvath, Viertl | Stade Giorgio Ascarelli (Naples) Spectateurs : 7 000 Arbitrage : Albino Carraro Arbitres assistants : Camillo Caironi Pedro Escartín | Stade Giorgio Ascarelli (Naples) Spectateurs : 7 000 Arbitrage : Albino Carraro Arbitres assistants : Camillo Caironi Pedro Escartín |

### Finale

#### Résumé
Au cours de la finale, l'Italie est contrainte de disputer des prolongations pour la deuxième fois, et bien qu'elle ait encaissé tardivement le premier but de la rencontre, elle finit par remporter le trophée.

#### Détails du match
| 10 juin 1934                        | Italie                  | 2 - 1 a. p.    | Tchécoslovaquie | Stadio Nazionale del P.N.F. (Rome)                                 |                                                                    |
| 15 h 30 · Historique des rencontres | Orsi 81e · Schiavio 95e | (0 - 0, 1 - 1) | Puč 71e         | Spectateurs : 50 000 · Arbitrage : Ivan Eklind · Photos du match · | Spectateurs : 50 000 · Arbitrage : Ivan Eklind · Photos du match · |
| 15 h 30 · Historique des rencontres | Rapport                 |                |                 | Spectateurs : 50 000 · Arbitrage : Ivan Eklind · Photos du match · | Spectateurs : 50 000 · Arbitrage : Ivan Eklind · Photos du match · |

|  | Titulaires : Giampiero Combi Eraldo Monzeglio Luigi Allemandi Attilio Ferraris Luis Monti Luigi Bertolini Enrique Guaita Giuseppe Meazza Angelo Schiavio Giovanni Ferrari Raimundo Orsi Entraîneur : Vittorio Pozzo | Finale de la Coupe du monde 1934 |  | Titulaires : František Plánička Ladislav Ženíšek Josef Čtyřoký Josef Košťálek Štefan Čambal Rudolf Krčil František Junek František Svoboda Jiří Sobotka Oldřich Nejedlý Antonín Puč Entraîneur : Karel Petrů |

### Bilan

#### Classement des équipes
À l'origine, les équipes ayant participé à cette Coupe du monde n'étaient pas classées. Cependant, en 1986, la FIFA établit rétroactivement un classement final de chaque Coupe du monde, basé sur la progression lors de la compétition, le nombre de matchs gagnés, la différence de buts puis enfin sur le nombre de buts marqués.

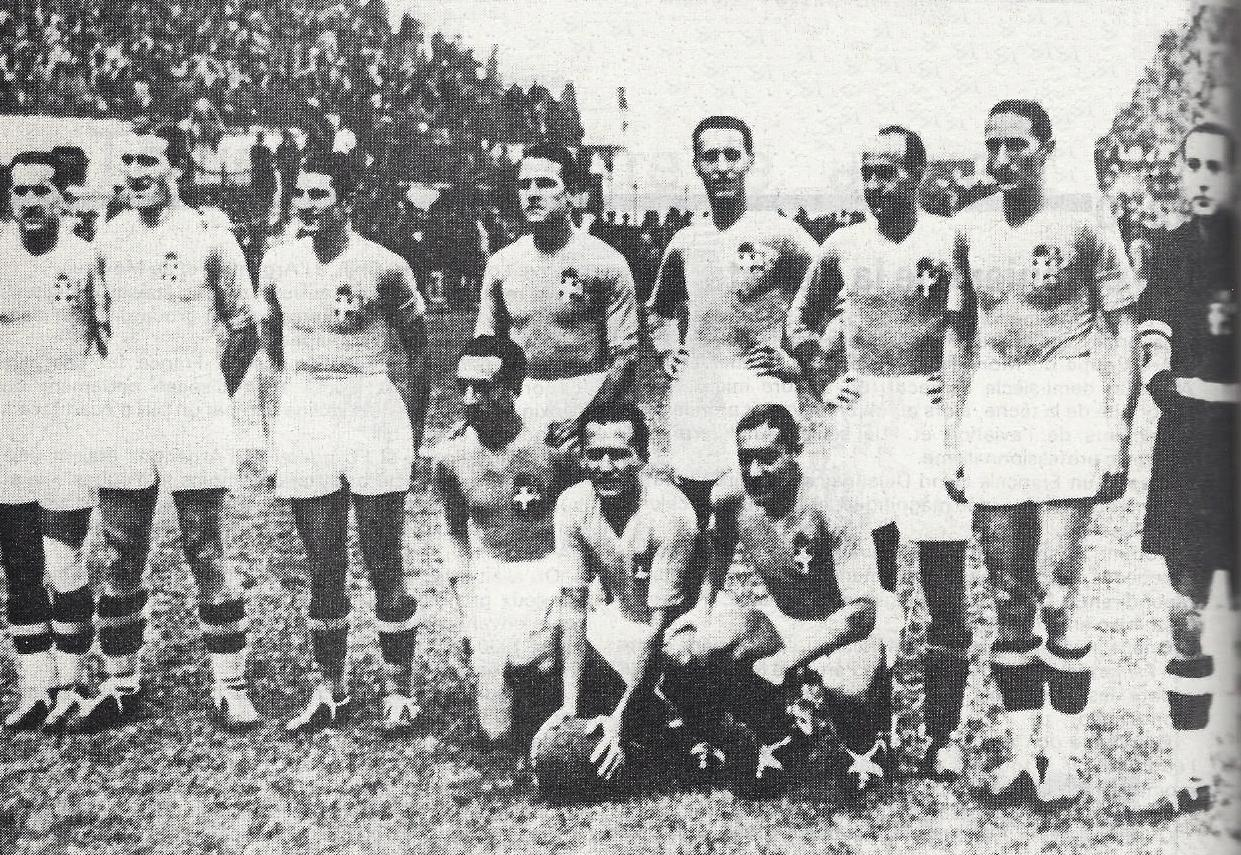
L'équipe d'Italie championne du monde de football en 1934.

| Place              | Sélection       | Stade              |
| ------------------ | --------------- | ------------------ |
| Médaille d'or      | Italie          | Vainqueur          |
| Médaille d'argent  | Tchécoslovaquie | Finaliste          |
| Médaille de bronze | Allemagne       | Demi-finale        |
| 4                  | Autriche        | Demi-finale        |
| 5                  | Espagne         | Quart de finale    |
| 6                  | Hongrie         | Quart de finale    |
| 7                  | Suisse          | Quart de finale    |
| 8                  | Suède           | Quart de finale    |
| 9                  | Argentine       | Huitième de finale |
| 9                  | France          | Huitième de finale |
| 9                  | Pays-Bas        | Huitième de finale |
| 12                 | Roumanie        | Huitième de finale |
| 13                 | Égypte          | Huitième de finale |
| 14                 | Brésil          | Huitième de finale |
| 15                 | Belgique        | Huitième de finale |
| 16                 | États-Unis      | Huitième de finale |

## Statistiques

### Buteurs
| 5 buts - Oldřich Nejedlý 4 buts - Edmund Conen - Angelo Schiavio 3 buts - Raimundo Orsi - Leopold Kielholz 2 buts - Johann Horvath - Bernard Voorhoof - Antonín Puč - Abdelrahman Fawzi - Karl Hohmann - Ernst Lehner - Géza Toldi - Giovanni Ferrari - Giuseppe Meazza - José Iraragorri - Sven Jonasson | 1 but - Ernesto Belis - Alberto Galateo - Josef Bican - Toni Schall - Karl Sesta - Matthias Sindelar - Karl Zischek - Leônidas - Jiří Sobotka - František Svoboda - Jean Nicolas - Georges Verriest - Stanislaus Kobierski - Rudolf Noack - Otto Siffling - György Sárosi - Pál Teleki - Jenő Vincze - Enrique Guaita - Kick Smit | 1 but - Leen Vente - Ştefan Dobay - Isidro Lángara - Luis Regueiro - Gösta Dunker - Knut Kroon - André Abegglen - Willy Jäggi - Aldo Donelli |